# گروه‌های عقاب فتح
گروه‌های عقاب فتح (عربی: مجموعات صقور فتح) تشکیلات نظامی وابسته به جنبش فتح در «اولین قیام» بعد از تشکیل گروه موسوم به «ببرهای سیاه» تأسیس شد؛ که نقش مبارز و فعالی را علیه اشغالگری اسراییل در مدت زمان «قیام الاقصی» در سال ۲۰۰۰ با شرکت در عملیات قوی با همکاری «گردانهای القسام» معروف به آتشفشانهای خشم داشت.